# كوبي بيل
كوبي بيل (بالإنجليزية: Coby Bell)‏ مواليد 11 مايو 1975 في كاليفورنيا، الولايات المتحدة، هو ممثل ومنتج أمريكي بدأ مسيرته الفنية عام 1997.

## الأعمال
- إي آر
- سي إس آي: ميامي

## وصلات خارجية
- كوبي بيل على موقع IMDb (الإنجليزية)
- كوبي بيل على موقع ألو سيني (الفرنسية)
- كوبي بيل على موقع أول موفي (الإنجليزية)
- كوبي بيل على موقع إن إن دي بي (الإنجليزية)
- كوبي بيل على موقع قاعدة بيانات الفيلم (الإنجليزية)
- كوبي بيل على موقع كينوبويسك (الروسية)